# Sahar Saleem
Sahar Saleem es una radióloga egipcia. Es profesora de radiología en la Universidad de El Cairo y se especializa en paleorradiología, utilizando la radiología para estudiar las momias. Descubrió la herida de cuchillo en la garganta de Ramsés III, que fue muy probablemente la causa de su muerte.

## Primeros años y carrera
Saleem se licenció en medicina en la Universidad de El Cairo. Luego recibió su maestría y doctorado médico en radiología de la Universidad de El Cairo. Se trasladó al Canadá para hacer una beca de postdoctorado en neurorradiología y una beca de formación en radiología en la Universidad de Ontario Occidental, antes de regresar a la Universidad de El Cairo. Actualmente es profesora de radiología en la Universidad de El Cairo. 

## Investigación
Saleem utiliza la radiología, en particular las tomografías computarizadas, para estudiar las momias Esto permite mirar a través de las envolturas y da más detalles que los rayos X. Saleem es parte del Proyecto de las Momias Egipcias y ha escaneado varias de las momias reales, incluyendo Hatshepsut, Tutmosis III y Seti I, del Museo Egipcio de El Cairo. Describe estas momias en el libro Escaneando a los faraones:  CT Imaging of the New Kingdom Royal Mummies, que escribió junto con Zahi Hawass. Fue galardonada con el Premio PROSE 2017 en Ciencia Popular por este libro. 
Usando las tomografías computarizadas de la momia de Tutankamón, determinaron que tenía alrededor de 19 años cuando fue momificado. También encontraron que la causa de su muerte no fue un traumatismo craneal, como se pensaba anteriormente, sino una fractura de rodilla.
También escanearon a Ramsés III, un faraón que fue víctima de la conspiración del harén. Los escaneos realizados por Saleem revelaron que la garganta de Ramesses fue cortada y su dedo del pie izquierdo fue cortado. Esto fue una prueba de que Ramsés III fue efectivamente asesinado en la conspiración, lo cual era desconocido hasta ese momento.